# Mince pie
La mince pie è un dolce tradizionale inglese, che viene di solito consumato nel periodo di Natale e Capodanno.

## Descrizione
Si tratta di una tortina ripiena, di solito del diametro di 5 - 7 centimetri, di pasta frolla dolce o di pasta sfoglia.
Il nome inglese del ripieno, mincemeat, richiama il contenuto che una volta era a base di carne (mincemeat).
Nella sua forma rotonda, il dolce è spesso ripieno di una mistura a base di frutta chiamata fruitmince negli Stati Uniti, che contiene frutta secca (uva passa, ciliegie, albicocche, scorze d'arancia candite), spezie (cannella, noce moscata), noci o mandorle a pezzetti, sugna e un po' di liquore (di solito brandy o rum).
Dopo la cottura, la tortina viene guarnita spolverizzandola di zucchero, semolato o a velo.

### Abbinamenti
La mince pie si può mangiare sia calda sia fredda (facendo attenzione nel riscaldarla al microonde, perché diventa molto calda in tempi rapidissimi). Dopo averla scaldata si può rimuovere con cura la parte superiore e riempirla di panna o salsa di burro al brandy perché vi si sciolga sopra e possa esaltarne il sapore. Anche una sottile fetta di formaggio, usata nello stesso modo, è un ottimo abbinamento per chi lo gradisce.

## Folklore e tradizioni

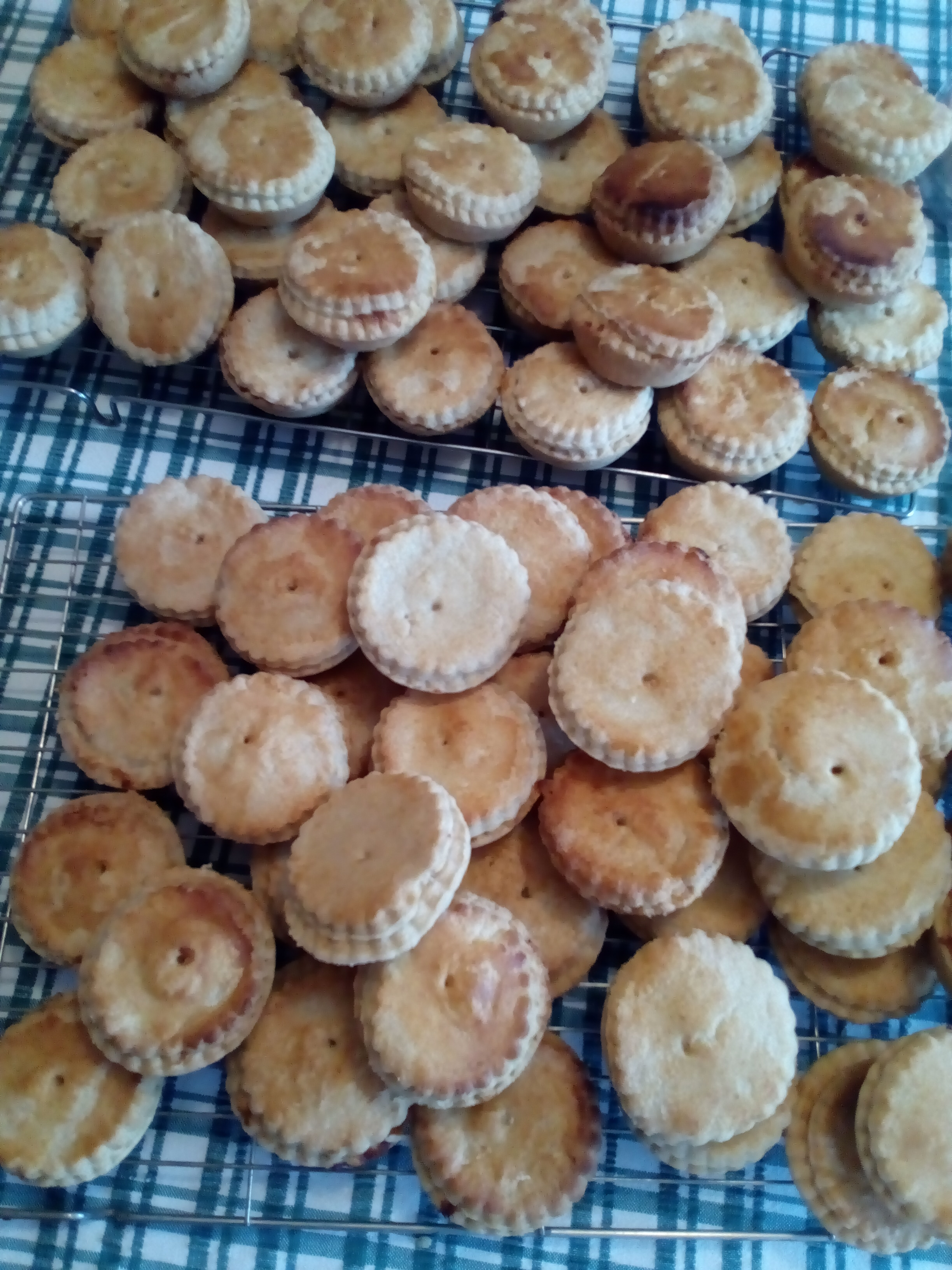

Secondo la tradizione popolare, le mince pie sono il cibo preferito di Babbo Natale. Per questo è necessario lasciare un piattino con una o due tortine sul bordo del caminetto (accompagnato da un bicchierino di brandy o di sherry e da una carota per la renna) come ringraziamento affinché le calze di Natale siano ben riempite di doni.
Sempre secondo la tradizione, quando si prepara il ripieno per le mince pie bisogna sempre girare l'impasto in senso orario; girando in senso antiorario, infatti, si attirerebbe la cattiva sorte per l'anno a venire.

## Varianti
Esistono diverse varianti della mince pie tra cui la mincemeat tart, di forma e sapore simili ma priva della copertura di pasta, come una crostata. Negli Stati Uniti la distinzione è meno rigida, ma al di qua dell'Atlantico è molto sentita e la confusione tra le due versioni è considerata un errore.
Con la pasta avanzata dalla realizzazione delle mince pie si fanno spesso dei pasticcini di mincemeat, (simili ai Cornish pasty), che possono essere mangiati con guarnizione di crema pasticcera all'inglese (custard), panna o gelato.
In Nuova Zelanda le mince pie sono effettivamente a base di carne, e in alcuni casi la ricetta prevede anche il formaggio.

## Curiosità
- Il Mince Pie viene citato in Orgoglio e Pregiudizio (Jane Austen) da Mrs Bennet parlando con Mr Bingley di Charlotte Lucas.
- "Mince Spies" è un EP della band inglese Coldplay, pubblicato in occasione delle festività natalizie del 2000[5]. Il nome si basa su un evidente gioco di parole tra il Mince Pie e Spies, titolo di uno dei brani del loro primo album Parachutes.